# Clementina de Jesus
Clementina de Jesus da Silva conosciuta anche con gli pseudonimi di Tina o Quelé (Valença, 7 febbraio 1901 – Rio de Janeiro, 19 luglio 1987) è stata una cantante brasiliana.

## Biografia
Nata nel quartiere Carambita, alla periferia di Valença, nella zona sud di Rio de Janeiro , si trasferì a otto anni, con la famiglia, nella capitale Rio de Janeiro, nel quartiere Osvaldo Cruz. Seguì a lungo gli sviluppi artistici della Scuola di Samba Portela, passando nel 1940, dopo il matrimonio, alla Scuola di Samba Mangueira.
Per più di 20 anni svolse lavori domestici e umilissimi, quando nel 1963 fu scoperta da Hermínio Bello de Carvalho che la fece partecipare allo show itinerante Rosa de Ouro in alcune capitali del Brasile e le fece incidere il primo disco con la Odeon. Fu celebrata da Elton Medeiros con il brano Clementina, Cadê Você? e da Clara Nunes con P.C.J, Partido Clementina de Jesus, nel 1977, scritto dal compositore Candeia.
Nel 1983 fu omaggiata da molti artisti, fra i quali Paulinho da Viola, João Nogueira ed Elizeth Cardoso, con uno spettacolo al Teatro Municipal di Rio de Janeiro.
Pur avendo avuto una carriera tardiva e breve, rispetto a quella di molti altri artisti, Clementina de Jesus è una delle voci popolari più conosciute in Brasile per le musiche carnevalesche e povere. Morì di ictus a Santo André il 19 luglio del 1987.
L'unico suo disco che resta in commercio oggi è Clementina e Convidados. Era attiva nella scuola di samba Portela.

## Discografia

### LP
- 1966 - Clementina de Jesus (Odeon MOFB 3463)
- 1970 - Clementina, cadê você? (MIS 013)
- 1973 - Marinheiro Só (Odeon SMOFB 3087)
- 1976 - Clementina de Jesus - convidado especial: Carlos Cachaça (EMI-Odeon SMOFB 3899)
- 1979 - Clementina e convidados (EMI-Odeon 064 422846)

### Partecipazioni
- 1965 - Rosa de Ouro - Clementina de Jesus, Araci Cortes e Conjunto Rosa de Ouro (Odeon MOFB 3430)
- 1967 - Rosa de Ouro nº 2 - Clementina de Jesus, Araci Cortes e Conjunto Rosa de Ouro (Odeon MOFB 3494)
- 1968 - Gente da Antiga - Pixinguinha, Clementina de Jesus e João da Baiana (Odeon MOFB 3527)
- 1968 - Mudando de Conversa - Cyro Monteiro, Nora Ney, Clementina de Jesus e Conjunto Rosa de Ouro (Odeon MOFB 3534)
- 1968 - Fala Mangueira! - Carlos Cachaça, Cartola, Clementina de Jesus, Nélson Cavaquinho e Odete Amaral (Odeon MOFB 3568)
- 1982 - O Canto dos Escravos - Clementina de Jesus, Tia Doca e Geraldo Filme - Canto dos Escravos (Vissungos) da Região de Diamantina - MG. Memória Eldorado.

### Compilation
- 1999 - Raízes do Samba - Clementina de Jesus (EMI 522659-2)